# Rồng Hàn Quốc

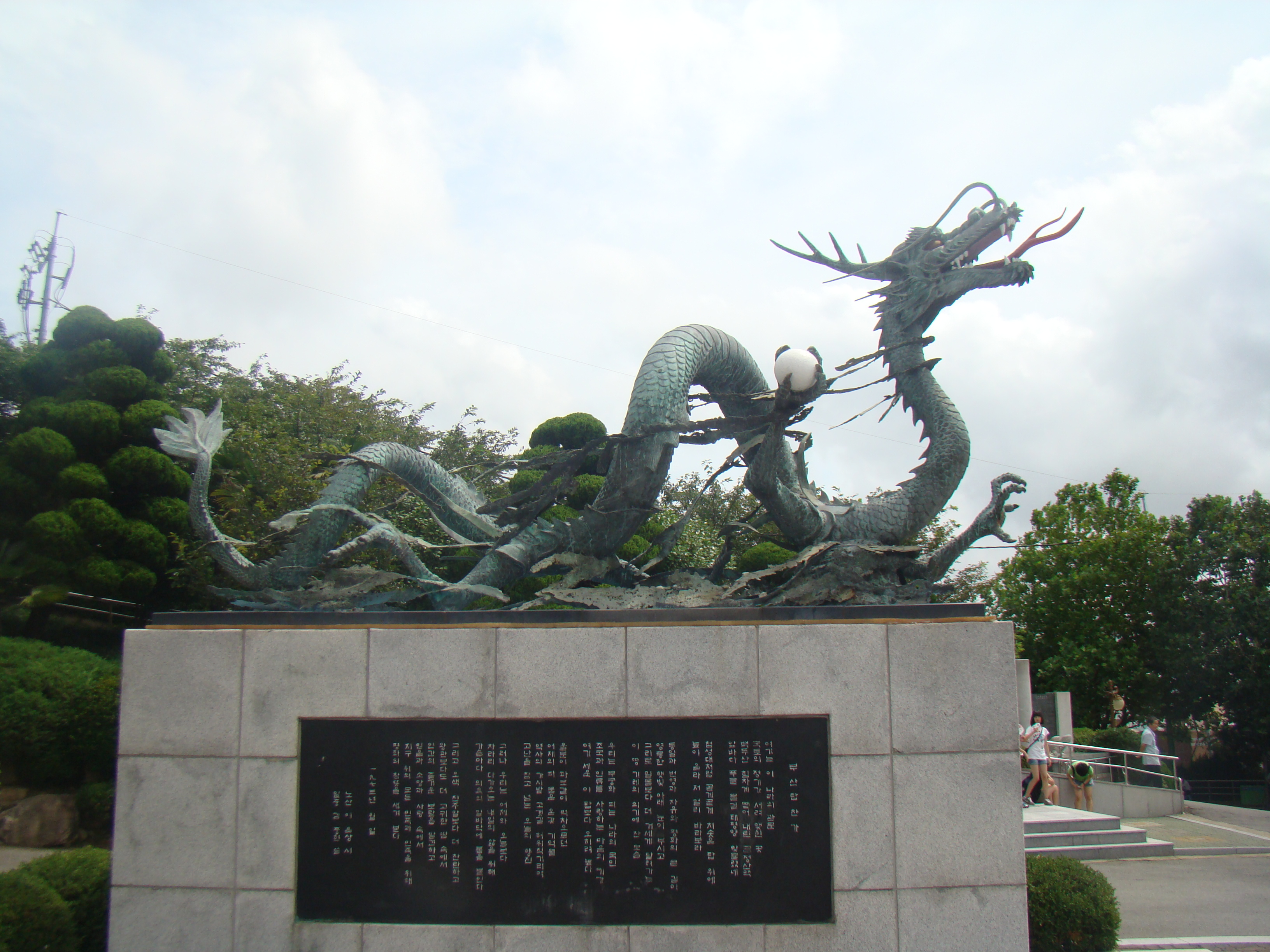
Rồng Hàn Quốc

Rồng Hàn Quốc (hangul: 용/룡; Hanja: 龍) là một sinh vật huyền thoại được nhắc đến trong thần thoại Triều Tiên nói chung và trong văn hoá Hàn Quốc nói riêng. Những con rồng này chịu sự ảnh hưởng của nền Văn hoá Đông Á và có mối quan hệ gần gũi với những con Rồng Trung Hoa.

## Trong thần thoại và văn hoá
Trong khi những con rồng Châu Âu được miêu tả có thể phun được lửa và mang yếu tố huỷ diệt đại diện cho cái ác. Nhưng những con rồng Hàn Quốc chủ yếu gắn liền với nguyên tố thuỷ và nông nghiệp, chúng được cho là sinh vật tạo mưa và mây đến cho những cánh đồng giúp tưới tiêu đồng ruộng. Do đó những con rồng này được cho là cư trú chủ yếu ở Sông, Hồ, Ao, Đại Dương.
Biểu tượng của con rồng đã được sử dụng rộng rãi trong văn hóa Hàn Quốc, cả trong thần thoại Hàn Quốc và nghệ thuật Hàn Quốc cổ đại.
Rồng Hàn Quốc thường có ngoại hình rất giống với những con rồng Đông Á khác như rồng Trung Quốc và Rồng Nhật Bản. Nó khác với rồng Trung Quốc ở chỗ nó có bộ râu dài hơn.